# Lędyczek
Lędyczek is een dorp in de Poolse woiwodschap Groot-Polen. De plaats maakt deel uit van de gemeente Okonek en telt 540 inwoners.